# Saffron Aldridge
Saffron Aldridge (ur. 8 grudnia 1969) − brytyjska modelka i aktywistka na rzecz obrony praw dziecka.

## Kariera
Saffron swoją przygodę z modelingiem rozpoczęła w 1984 roku, gdy miała 16 lat. Pierwszym jej zleceniem była sesja zdjęciowa dla brytyjskiego magazynu Pole (magazyn). W 1985 roku wyjechała na dziewięciomiesięczny kontrakt do Paryża, który jednak nie okazał się pomyślny. W 1987 roku rodzima agencja wysłała ją do Nowego Jorku. Wtedy zaczęła się w jej życiu dobra passa. Już na samym początku pobytu w Stanach Zjednoczonych została zaangażowana do kampanii reklamowej Rarpha Laurena, z którym podpisała trzyletni kontrakt. Reklamowała jego kosmetyki oraz prezentowała kolekcje na wybiegu. W trakcie kontraktu z Ralphem Laurenem jej kariera nabrała rozpędu. W 1990 roku zaproponowano jej kontrakty z agencjami w: Los Angeles, Paryżu i Londynie. Zaczęła odbywać sesje zdjęciowe i pojawiać się na okładkach najbardziej prestiżowych magazynów mody, jak chociażby: Elle i Marie Claire. Wkrótce została zaproszona do licznych kampanii reklamowych, m.in.: Burberry, Laura Biagiotti, Gianfranco Ferre, Harrods, La Perla, Olay oraz Pretty Polly.
Pomimo urodzenia syna Milo w 1993 roku nie przerwała swojej kariery. W 1997 roku urodziła drugiego syna o imieniu Finn Konstantyn.